# Can’t Stop Truck Stop
Can’t Stop Truck Stop ist das zweite Album  der  deutschen Country-Band Truck Stop und wurde 1974 über Telefunken veröffentlicht.

## Hintergrund
Das Album wurde 1974 im Studio Maschen (Landkreis Harburg) von Joe Menke (unter anderem Les Humphries Singers) produziert. Toningenieur war Volker Heintzen.
Wie der Vorgänger besteht das Album ausschließlich aus englischsprachigen Songs, zum Großteil Coversongs bekannter Rock & Roll und Country-Songs. Mit Truck Stop Blues befindet sich eine Eigenkomposition von Cisco Berndt auf dem Album. Lucius Reichling schrieb außerdem den Song Don’t Touch My Bottle und arbeitete den traditionellen Folksong Square Dance um, der gleichzeitig als Doppel-A-Seite mit Rip It Up ausgekoppelt wurde. Gil Sepulveda schrieb außerdem Fool for Loosing You als dritte Originalkomposition für Truck Stop.
Als Gast spielte der Bluesmusiker Tiny Hagen (eigentlich: Peter Hagen, unter anderem bei The Folkfriends, später in der Band von Peter Maffay) die Mundharmonika auf dem Album.

## Titelliste
| #  | Titel                                      | Songwriter (Vorlage)                        | Länge |
| -- | ------------------------------------------ | ------------------------------------------- | ----- |
| 1  | Rip It Up                                  | Marascalo, Blackwell (Bill Haley)           | 2:11  |
| 2  | Hello Mary Lou                             | Pitney (Ricky Nelson)                       | 3:15  |
| 3  | Help Me Make It Through The Night          | Kristofferson (Kris Kristofferson)          | 4:06  |
| 4  | Square Dance                               | traditionell; Arrangement: Lucius Reichling | 2:25  |
| 5  | I Know You’re Married But I Still Love You | Reno/Magaha (Don Reno and Red Smiley)       | 2:55  |
| 6  | Nadine                                     | Berry (Chuck Berry)                         | 2:56  |
| 7  | The Fightin’ Side of Me                    | Haggard (Merle Haggard)                     | 2:39  |
| 8  | Ring of Fire                               | Carter/Kilgore (Johnny Cash)                | 2:41  |
| 9  | Don’t Touch My Bottle                      | Lucius Reichling                            | 2:14  |
| 10 | Fool for Loosing You                       | Sepulveda                                   | 2:10  |
| 11 | Truck Stop Blues                           | Günter Berndt                               | 7:30  |